# Мишић ресице
Мишић ресице (лат. musculus uvulae) је танак, непаран мишић главе који се налази у склопу мускулатуре меког непца. Припаја се на задњој носној бодљи и горњој и задњој страни непчане апонеурозе (фиброзном скелету меког непца). Одатле се усправна мишићна влакна спуштају наниже, паралелно са влакнима мишића подизача меког непца, и завршавају на дубокој страни слузокожне мембране на врху ресице.
Инервација потиче од гранчица ждрелног сплета, у чијој изградњи учествују језично-ждрелни живац, живац луталац и вратни симпатикус. Највећим делом у оживчавању учествује вагусни нерв.
Основна улога мишића се огледа у подизању и скраћивању ресице.